# Brian Falkner

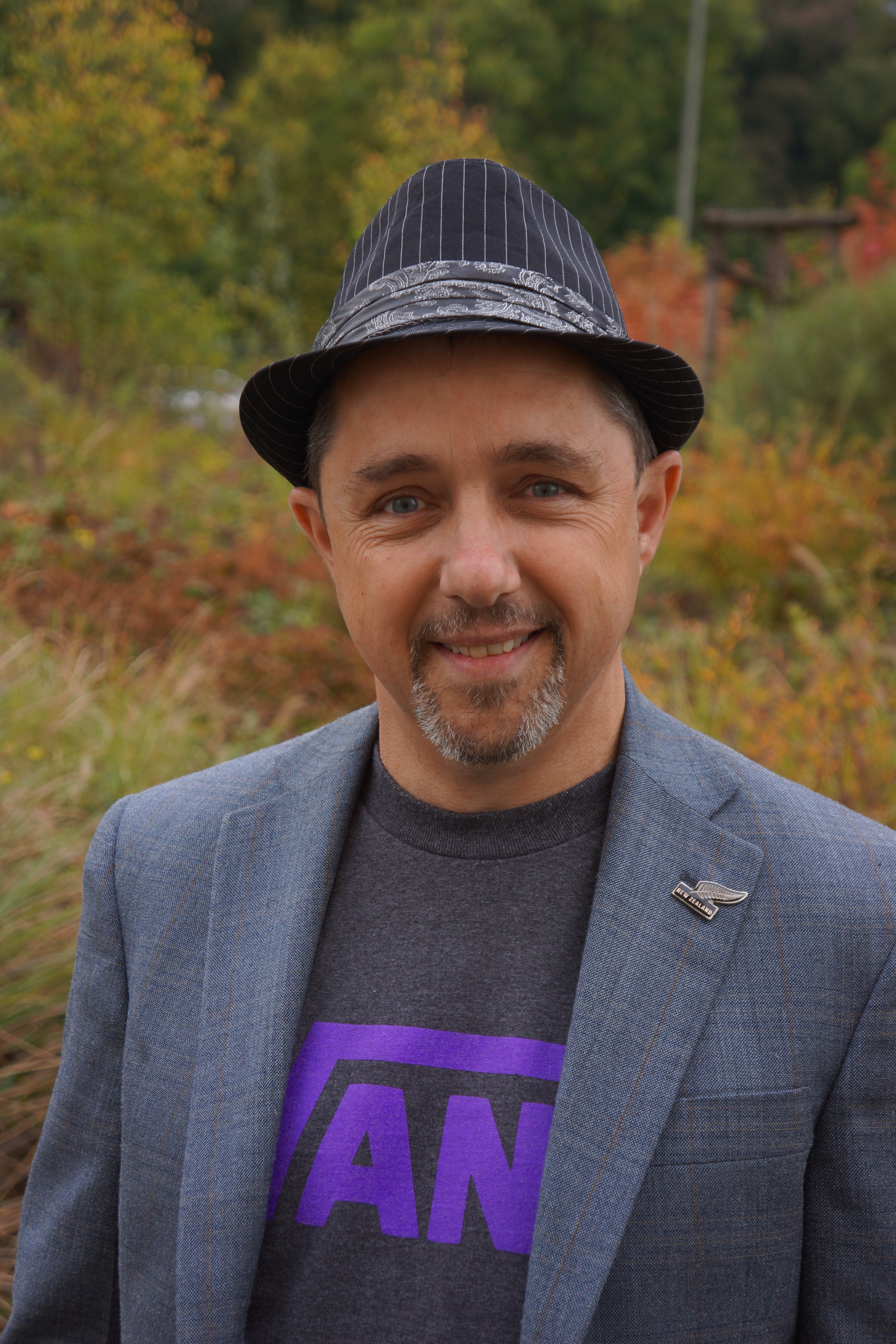
Brian Falkner

Brian Falkner (* 1962 in Auckland) ist ein neuseeländischer Kinder- und Jugendbuchautor und vor allem für seine Science-Fiction-Thriller bekannt.
Er studierte Informatik und Journalismus, bevor er sich 2003 mit seinem ersten Jugendbuch seinen großen Traum, Schriftsteller zu werden, erfüllte. Heute ist er mehrfach preisgekrönter Kinder- und Jugendbuchautor. Er lebt mit seiner Frau und seinen beiden Kindern in Gold Coast, Australia.

## Bücher
- The Flea Thing (2003)
  - auf der Shortlist LIANZA Esther Glen Medal
- The Real Thing (2004)
- The Super Freak (2005)
  - auf der Shortlist NZ Post Children and Young Adult’s Book Awards 2006
  - unter den Top-6-Büchern für junge Leser des NZ Listeners 2005
- The Tomorrow Code (2008) (dt. 2010: Der Tomorrow Code, dtv premium, ISBN 978-3-423-24806-8)
  - Shortlist NZ Post Children and Young Adult’s Book Awards 2009
  - auf der Shortlist LIANZA Esther Glen Medal 2009
- Brainjack (September 2010) (dt. Dezember 2010: Angriff aus dem Netz, dtv premium, ISBN 978-3-423-24841-9)
  - New Zealand Post Children’s Book Awards 2010 (Children’s Choice Young Adult Fiction)
  - LIANZA Young Adult (Fiction) Award 2010